# Клин клином (фильм, 2012)
«Клин клином» (англ. Fire with Fire) — драматический фильм режиссёра Дэвида Баррета, в главных ролях Джош Дюамель, Розарио Доусон и Брюс Уиллис. Премьера в США состоялась 31 августа 2012 года, в России — 11 апреля 2013.

## Сюжет
Пожарному приходится действовать быстро, когда ему угрожает человек, против которого он должен давать показания в суде.

## В ролях
- Джош Дюамель — Джереми Коулмен[2]
- Розарио Доусон — Талия Дархэм[3]
- Брюс Уиллис — Майк Челла[2]
- Винсент Д’Онофрио — Дэвид Хэйгэн
- Винни Джонс — Бойд
- 50 Cent — Ламар[2][4]
- Джулиан Макмэхон — Роберт
- Ричард Шифф — Гарольд Гетерс
- Бонни Сомервилл — Карен Уэстлейк
- Эрик Уинтер — Адам
- Джеймс Лежер — Крейг

## Интересные факты
- Криминалисты носят форму с реальной надписью «CSU» («Crime Scene Unit»), а не «CSI», как это принято на экране.
- Дюамель и Лежер играли вместе в сериале «Лас-Вегас».

## Критика
По данным агрегатора обзоров Rotten Tomatoes, 7 из 14 опрошенных критиков дали фильму положительные отзывы; средняя оценка составила 3,6/10. Том Хаддлстон из Time Out London оценил его на 3/5 звезды и назвал его «не амбициозным, но полностью смотрибельным боевиком».